# Єрбанов Михей Миколайович
Михей Миколайович Єрбанов (нар. 10 березня 1889, улус Бахтай (Великий Бахтай) Балаганського повіту Іркутської губернії, тепер Аларського району Усть-Ординського Бурятського округу Іркутської області, Російська Федерація — розстріляний 8 лютого 1938, місто Москва, тепер Російська Федерація) — радянський державний і партійний діяч, 1-й секретар Бурят-Монгольського обласного комітету ВКП(б), голова РНК і ЦВК Бурят-Монгольської АРСР, голова Бурят-Монгольського революційного комітету. Член ВЦВК і ЦВК СРСР. Член Центральної Ревізійної Комісії ВКП(б) у 1934—1937 роках.

## Життєпис

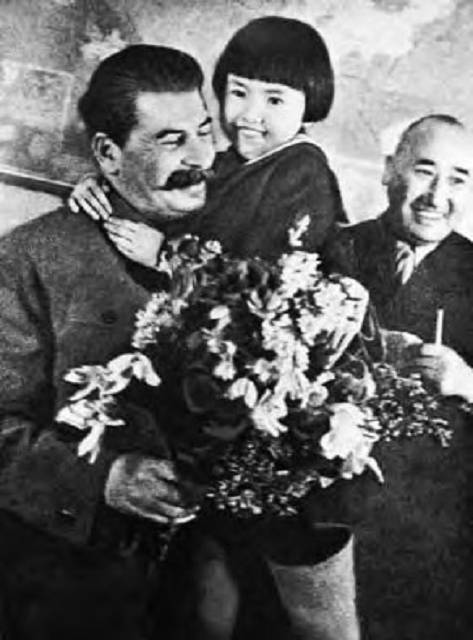
Михей Єрбанов (праворуч) на фотографії, де Сталін тримає на руках Гелю Маркізовой.

Народився в родині селянина-середняка. У 1903 році закінчив церковноприходську школу, у 1907 році — трикласне міське училище в місті Балаганську. З 1908 по 1909 рік — слухач межових курсів у місті Томську, за фахом — топограф.
У серпні 1909 — червні 1913 року — топограф Томського губернського управління державного майна. У червні 1913 — квітні 1916 року — топограф Барнаульського міського управління лісами. У травні 1916 — листопаді 1917 року — топограф управління землями і переселенцями в місті Іркутську.
У листопаді 1917 — березні 1919 року — інструктор і член правління Іркутської губернської спілки кредитних кооперативів.
У 1917 році входить до складу Бурят-Монгольського національного революційного комітету.
Член РСДРП(б) з грудня 1917 року.
У 1918 — грудні 1919 року — співробітник і член Іркутського підпільного комітету РКП(б), організатор партійного руху в бурят-монгольських районах.
У березні — листопаді 1919 року — заступник завідувача Іркутського губернського земельного відділу земської управи.
З грудня 1919 по 1921 рік — член Іркутського губернського комітету РКП(б). З січня 1920 року — голова Бурят-Монгольської секції Іркутського губернського комітету РКП(б).
У січні 1920 — травні 1921 року — заступник начальника адміністративного управління і завідувач Іркутського губернського земельного відділу.
З 22 квітня 1921 року — голова ЦК бурят-монголів Східного Сибіру в місті Іркутську.
1 листопада — 6 грудня 1921 року — голова Бурят-Монгольського революційного комітету.
У грудні 1922 — 1 серпня 1923 року — голова виконавчого комітету обласної ради Бурят-Монгольської автономної області РРФСР.
30 травня — 4 грудня 1923 року — голова Бурят-Монгольського революційного комітету. Одночасно з 28 вересня 1923 року очолював громадську організацію «Бурліт» (філія Доброліту), яка організовувала регулярне повітряне сполучення в Бурят-Монголії.
10 грудня 1923 — 8 вересня 1927 року — голова Ради народних комісарів (РНК) Бурят-Монгольської АРСР.
Одночасно в грудні 1924 — 8 вересня 1927 року — голова Центрального виконавчого комітету (ЦВК) Бурят-Монгольської АРСР.
У вересні 1927 — грудні 1928 року — слухач Курсів марксизму-ленінізму при ЦК ВКП(б) у Москві.
У грудні 1928 — 30 вересня 1937 року — відповідальний (з 1932 року — 1-й) секретар Бурят-Монгольського обласного комітету ВКП(б).
Автор книги «Бурят-монголи у великого Сталіна» (Улан-Уде, Бурят-Монгольська державне видавництво, 1936, 77 стр.).
21 вересня 1937 року заарештований органами НКВС. Засуджений Військовою колегією Верховного суду СРСР 8 лютого 1938 року до страти, розстріляний того ж дня. Похований біля Москви.
24 вересня 1955 року реабілітований, 10 травня 1956 року посмертно відновлений у партії.

## Нагороди
- орден Леніна (31.01.1936) — за перевиконання державного плану по тваринництву і за успіхи в області господарського і культурного будівництва
- орден Червоного Прапора (2.07.1933) — за особливі заслуги під час бойових діях проти ворогів радянської влади